# 超級猴子球3D
《超級猴子球3D》（スーパーモンキーボール3D）是超级猴子球系列于掌上游戏机任天堂3DS平台的作品。在游戏中玩家将通过3DS右摇杆或内置陀螺仪来控制艾艾和它的朋友们，如同系列前作，玩家要在规定的时间内收集到尽可能多的香蕉。

## 外部連結
- 遊戲官方網站（日語）